# Марцин Тетяна Пилипівна
Тетяна Пилипівна Марцин (нар. 19 лютого 1899, Жабокрич — пом. 15 лютого 1974, Голубече) — новатор сільськогосподарського виробництва, двічі Герой Соціалістичної Праці.

## Біографія
Народилася 7 [19] лютого 1899 року в селі Жабокричі Ольгопільського повіту Подільської губернії (нині Тульчинського району Вінницької області України) в багатодітній селянській родині. Українка. Закінчила два класи церковно-парафіяльної школи в своєму селі. Працювала в господарстві батьків.
У 1916 році працювала прачкою в дільничнійу лікарні Крижополя, що стала в роки Першої світової війни госпіталем. У 1920 році переїхала в ceлo Голубече того ж району. У 1928 році вступила в сільгоспартіль «Комунар», працювала в рільничій ланці. З часом невеликі артілі села об'єдналися в один великий колгосп «Третій вирішальний». У 1934 році за власним проханням була призначена ланковою. В роки німецько-радянської війни знаходилась на окупованій території.
Після закінчення війни знову працювала в колгоспі. У першому післявоєнному році ланка Тетяни Марцин зібрало по 42 центнери зерна з гектара, причому насіння високої якості. Це був найвищий урожай в області. Наступного року на ділянці ланки Марцин знову був зібраний високий урожай: з кожного гектара зібрали по 71,1 центнера добірного зерна кукурудзи і по 508 центнерів цукрових буряків. Указом Президії Верховної ради СРСР від 16 лютого 1948 року за отримання високих врожаїв пшениці, жита, кукурудзи і цукрового буряка при виконанні колгоспом обов'язкових поставок і натуроплати за роботу Машинно-тракторних станцій в 1947 році і забезпечення насінням зернових культур для весняної сівби 1948 року Марцин Тетяні Пилипівні присвоєно звання Героя Соціалістичної Праці з врученням ордена Леніна (№ 67198) і золотої медалі «Серп і Молот» (№ 525).
1952 року стала членом КПРС. У ланці Марцин протягом багатьох років отримували стійкі і високі врожаї: зокрема з 1 гектара збиралося до 82 центнерів кукурудзи, до 560 центнерів цукрового буряка. У 1957 році в несприятливому за погодними умовами році ланка виростила і зібрала по 549 центнерів цукрових буряків з кожного гектара. Указом Президії Верховної ради СРСР від 26 лютого 1958 року за видатні успіхи в справі отримання високих і сталих врожаїв зернових і технічних культур, виробництва продуктів тваринництва, широке використання досягнень науки і передового досвіду в обробленні сільськогосподарських культур і підйомі тваринництва і вміле керівництво колгоспним виробництвом Марцин Тетяна Пилипівна нагороджена другою золотою медаллю «Серп і Молот» (№ 56).
Займалась громадською діяльністю. Неодноразово обирався членом Вінницького обласного та Крижопільського районного комітетів Компартії України, депутатом обласної, районної та сільської Рад депутатів трудящих, народним засідателем Верховного Суду Української РСР. У 1962 році вийшла на пенсію.
Померла в селі Голубечому 15 лютого 1974 року.

## Відзнаки
Нагороджена двома орденами Леніна (16 лютого 1948; 5 травня 1949), медалями, в тому числі двома «За трудову доблесть» (26 травня 1950; 20 червня 1951), а також великою золотою і малою золотою медалями Всесоюзної сільськогосподарської виставки.

## Вшанування пам'яті
- В селі Голубечому встановлене бронзове погруддя Героїні;
- Колгоспу «Третій вирішальний» було присвоєно ім'я Тетяни Марцин.